# Rodolfo Crespi (attore)
Rodolfo Crespi (Rafaela, 1921 – Buenos Aires, 6 agosto 1980) è stato un attore argentino.
Discendente d'italiani immigrati in Argentina, nacque a Buenos Aires nel 1921.
Collaborò principalmente per la serie La Troupe de TV, lavorando con: Alberto Olmedo, María Esther Gamas, Noemí Laserre e Tincho Zabala.
Partecipò al programma televisivo Operación Ja-Já di Gerardo e Hugo Sofovich. Fece parte degli sketch Polémica en el bar insieme a Carlos Carella, Juan Carlos Altavista e Jorge Porcel; nel programma vi entrò anche Tato Bores.
Nel mondo del cinema, debuttò giovanissimo nel film ...Y mañana serán hombres (1939); continuò a recitare in oltre 30 film fino al 1972.
Lavorò anche in radio ed in teatro.
Muore nel 1980 e viene sepolto nel Cimitero della Chacarita a Buenos Aires.

## Filmografia
- Autocine mon amour (1972)
- ¿De quiénes son las mujeres? (1972)
- ¡Arriba juventud!(1971)
- La cama (1968)
- Che, OVNI (1968)
- El derecho a la felicidad (1968)
- Los taitas (1968)
- Ritmo, amor y juventud (1966)
- Escala musical (1966)
- Necesito una madre (1966)
- Hotel alojamiento (1966)
- La industria del matrimonio (1964) (episodio Romántico)
- Canuto Cañete y los 40 ladrones (1964)
- Las aventuras del Capitán Piluso (En el castillo del terror) (1963)
- Buscando a Mónica (1962)
- Del brazo con la muerte (1961)
- Gringalet (1959)
- Socios para la aventura (1958)
- Rosaura a las diez (1958)
- El tango en París (1956)
- Ensayo final (1955)
- La cueva de Alí Babá (1954)
- Una noche cualquiera (1951)
- El extraño caso del hombre y la bestia (1951)
- Bólidos de acero (1950)
- Apenas un delincuente (1949)
- Mis cinco hijos (1948)
- La dama del collar (1947)
- Nosotros... los muchachos (1940)
- ...Y mañana serán hombres (1939)